# الجيش الأسترالي
الجيش الأسترالي هو القوة البرية العسكرية الأسترالية. تشكَّلت هذه القوة العسكريّة عام 1901 من خلال اندماج القوات الاستعمارية الأسترالية بعد الاتحاد وهي جزءٌ من قوات الدفاع الملكية الأسترالية إلى جانب البحرية الملكية الأسترالية والقوات الجوية الملكية الأسترالية. يقودُ قوات الدفاع الملكية الأسترالية ما يُسمَّى قائد قوات الدفاع، وبالمثل فإنَّ قائد الجيش الأسترالي يُعرف باسمِ قائد الجيش. يخضعُ الجيش الأسترالي لقوات الدفاع الملكيّة كما يخضعُ لوزير الدفاع. على الرغم من أن الجنود الأستراليين شاركوا في عددٍ من النزاعات الصغيرة والكبيرة عبر تاريخ أستراليا إلا أنه خلال الحرب العالمية الثانية فقط تعرضت الأراضي الأسترالية لهجومٍ مباشرٍ.
يُمكن تقسيم تاريخ الجيش الأسترالي إلى فترتين: تمتدُّ الفترة الأولى من 1901 حتى 1947 عندما كانت هناك حدودٌ وتقييداتٌ على حجم الجيش النظامي، فكانت الغالبية العظمى من الجنود حينها في وحداتٍ احتياطيةٍ تُعرف باسمِ القوات العسكرية للمواطنين (بالإنجليزية: Citizens Military Force)‏ وهناك قوات التدخل السريع (بالإنجليزية: expeditionary forces)‏ التي كانت تنشطُ في الغالب خارج حدود الدولة. تبدأُ الفترة الثانية من عام 1947 عندما تم تشكيل قوّة مشاة منتظمة وبدأت القوات القوات العسكريّة للمواطنين في الاندثار.
خاض الجيش الأسترالي خلال تاريخه عددًا من الحروب الكبرى بما في ذلك: حرب البوير الثانية (1899-1902)، الحرب العالمية الأولى (1914-1918)، الحرب العالمية الثانية (1939-1945)، الحرب الكورية (1950-1950)، الطوارئ المالايوية (1950-1960)، المواجهة بين إندونيسيا وماليزيا (1962–1966)، حرب فيتنام (1962–1973) كما شارك في الحرب على أفغانستان (2001 - حتى الآن) الحرب على العراق (2003–2009). شارك الجيشُ الأسترالي منذ عام 1947 في العديد من عمليات حفظ السلام التي كانت عادةً ما تتمُّ تحت رعاية الأمم المتحدة إلا أن القوات المتعددة الجنسيات والمراقبين غير التابعين للأمم المتحدة في سيناء تعد استثناءً ملحوظًا.

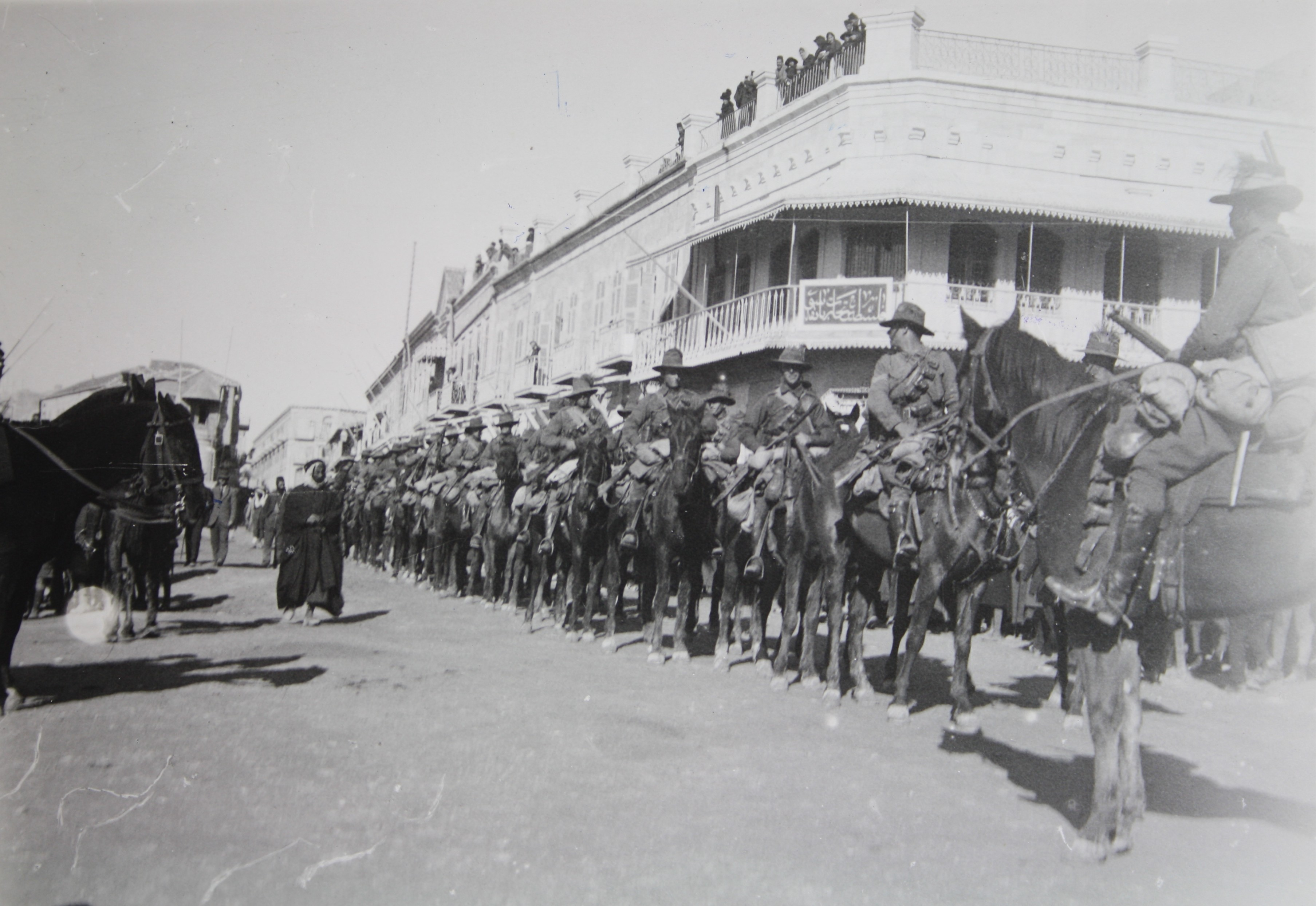
وحدة الخيول الأسترالية في القدس خلال الحرب العالمية الأولى

## التاريخ

### التشكيل
تشكَّل الجيشُ الأسترالي في آذار/مارس 1901 مع اندماج القوات العسكرية الاستعمارية الست المنفصلة وذلك  عقبَ اتحاد أستراليا. تألَّق الجيش حديث التشكيل حينها من القوات المسلحة السابقة لنيو ساوث ويلز، فيكتوريان، كوينزلاند، أستراليا الغربية، جنوب أستراليا وتسمانيا. خلال هذه الفترة كانت حرب البوير الثانية لا تزال سارية المفعول. حصل نقلةٌ نوعيةٌ في صفوفِ جيش أستراليا عقبَ صدور قانون الدفاع لعام 1903 والذي هَيْكَلَ العمليات ودفعل الأمر ذاته معَ قيادة الجيش الأسترالي.

### الحرب العالمية الأولى
بعد إعلان الحرب على القوى المركزية، رفع الجيش الأسترالي من أعداد منتسبيه، كما أنشأَ قوة استكشافية أصغر فيما وُجّهت القوة البحرية وبعض جنود الاحتياط للتعامل مع المُستعمرات الألمانية في المحيط الهادئ. بدأت أستراليا عمليّات التجنيد في العاشر من آب/أغسطس 1914 فيما بدأت عملياتها رسميًا – في إطار الحرب العالميّة الأولى – بعد عشر أيام. أثناء استعداد الجيش الأسترالي وباقي القوى العسكريّة لمغادرة أستراليا قصدَ تنفيذ عمليّاتٍ في الخارج، أعلنت الإمبراطورية العثمانية الحرب وانضمت إلى القوى المركزية.
بعد التجنيد الأولي والتدريب، انتقل الجيش الأسترالي صوبَ مصر حيث خضعَ منتسبيه هناك لمزيدٍ من التدريب، وخلال هذه الفترة أُسسّ ما عُرف باسمِ فيلق الجيش الأسترالي والنيوزيلندي (يُعرف اختصارًا باسمِ ANZAC نسبةً لاسمه باللّغة الإنجليزية). بقي أعضاء هذا الفيلق في مصر حيثُ رصُّوا الصفوف هناك وأعادوا هيكلة نفسهم وذلك تحضيرًا لشنّ هجماتٍ على الإمبراطورية العثمانية عبر شبه جزيرة جاليبولي.
بدأ الهجمات فعليًا في أوائل عام 1915، وساعدَ في الخامس والعشرين من نيسان/أبريل الجيش الأسترالي فيلق الجيش الأسترالي والنيوزيلندي – التابع له – ثمّ سُرعان ما تحولت العمليات والهجمات الخاطفة إلى حربِ خنادقٍ نجحَ فيها الفيلقُ نوعًا ما. تلا ذلك حالةٌ من الجمود، ثمّ بعد ثمانية أشهر من القتال بدأ إخلاء جاليبولي في الخامس عشر من كانون الأول/ديسمبر 1915 وانتهت عمليّات الإخلاء بالكامل في العشرين من كانون الأول/ديسمبر مع عدم تسجيلِ أي ضحايا.
بعد بعض التدريبِ في مصر والمزيد من الهجمات الخاطفة ضد الإمبراطورية العثمانية، قُسّم الجيش الأسترالي بشكلٍ أساسي بين وحدتين هما وحدة الخيول ووحدة المشاة التي تركّزت في الجبهة الغربية حيثُ بدأت عملياتها على الجبهة الغربية بمعركة السوم بينما بقيت وحدات الخيالة في الشرق الأوسط لمحاربة العثمانيين في شبه الجزيرة العربية.

### سنوات ما بين الحربين
عقبَ نهاية الحرب العالميّة الأولى عام 1918، بدأت جهود العودة إلى الوطن فعاد كل منتسبي الجيش الأسترالي وباقي القوى الحربيّة الأسترالية إلى بلدهم الأم مع نهاية عام 1919. اتُخذ بعدها بعامينِ قرارٌ بإعادةِ ترقيم وحدات القوات العسكرية للمواطنين إلى وحدات الجيش الأسترالي. بعد انتخاب رئيس الوزراء جيمس سكولين عام 1929، أُلغي التجنيد الإجباري ثمّ ازدادت الأمور صعوبة حينما حلَّ الكساد الكبير الذي أدى إلى انخفاض الإنفاق الدفاعي والإنفاق على القوى العاملة بالجيش.

### الحرب العالمية الثانية

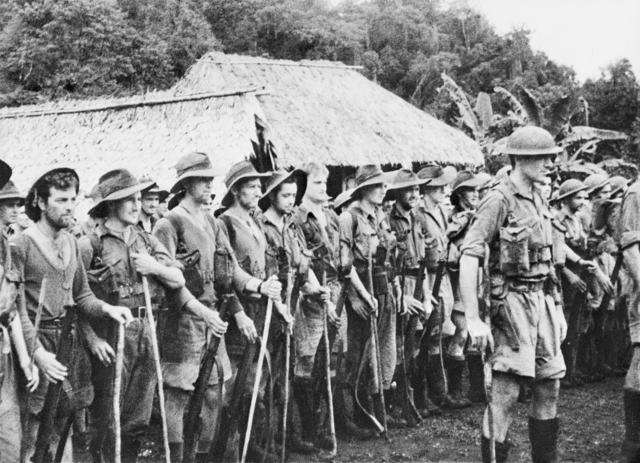
صورةٌ لجنود الكتيبة الأسترالية في إحدى المعارك الحرب العالميّة الثانية في أيلول/سبتمبر 1942

بعد إعلان الحرب على ألمانيا وحلفائها من قِبل بريطانيا والتأكيد اللاحق من قبل رئيس الوزراء روبرت إي مينزيس في الثالث من أيلول/سبتمبر 1939، رفعَ الجيش الأسترالي القوة الإمبراطورية الأسترالية الثانية وهي قوةٌ استكشافية قوامها 20 ألف فرد والتي كانت في البداية تتكون من الفرقة السادسة. زادت لاحقًا لتشمل الفرق السابعة والثامنة والتاسعة. بدأت القوة الأولية عملياتها الأولى في شمال إفريقيا ثمّ دخلت الحرب بشكلٍ رسميّ مع عملية البوصلة الهجومية التي بدأت معَ معركة بارديا. تبع ذلك إمدادٌ لليونان بوحداتٍ أسترالية للدفاع ضد قوات المحور، لكنّ الوحدات فشلت في النهاية فصدر أمرٌ بالانسحاب من هناك. هبطت القوات الأسترالية في جزيرة كريت بعد إجلاء اليونان لخوضِ المزيد من المعارك هناك ضد الخصوم ومع أنّ الوحدات نجحت نوعًا ما هذه المرة في عملياتها هناك إلا أن أمرًا بالانسحاب صدر من جديد. خلال هذه الفترة، طُردت قوات الحلفاء إلى مصر ووقعت طبرق تحت حصار الألمان وكان أفراد الدفاع الأساسيون هم الأستراليون من الفرقة التاسعة الذين استمروا في خوض معارك ضاريّة لمدة 241 يومًا. في أعقاب الهجوم على سنغافورة، وإعلان الحرب مع اليابان، حُشدت الميليشيا – وهو الاسم الذي كانت تُعرف به القوات العسكريّة للمواطنين كما ذُكر فوق – كما طُلب من الجيش الأسترالي العودة إلى أستراليا للدفاعِ عنها في حالةِ أيّ هجومٍ مباغت.

### الحرب الباردة
بعد استسلام اليابان، قدمت أستراليا وحدة لقوة الكومنولث البريطانية مع متطوعين بشكل أساسي من القوة الإمبراطورية الأسترالية الثانيّة. أصبحت الوحدات التي شكَّلُوها في نهاية المطاف نواةً للجيش النظامي. بعد ذلك بعدة سنوات بدأت الحرب الكورية فالتزمَ الجيش الأسترالي بتقديمِ قواتٍ للقتال ضد القوات الكورية الشمالية. وصلت الكتيبة الثالثة من الفوج الملكي الأسترالي إلى بوسان في الثامن والعشرين من أيلول/سبتمبر 1950، واستمرت القوات الأسترالية في الانتشار حتى إعلانِ الهدنة. عادت الحرب الباردة للاشتعال أكثر مع بداية حرب فيتنام التي شارك فيها الجيش الأسترالي حينما أرسلَ مستشارين عسكريين لميدان القتال عام 1962 ثمّ أرسلَ في وقتٍ لاحقٍ وبالضبط في السابع والعشرين من أيّار/مايو 1965 قواتٍ قتاليةٍ مع أنها لم تُشارك بقوّة في الحرب.

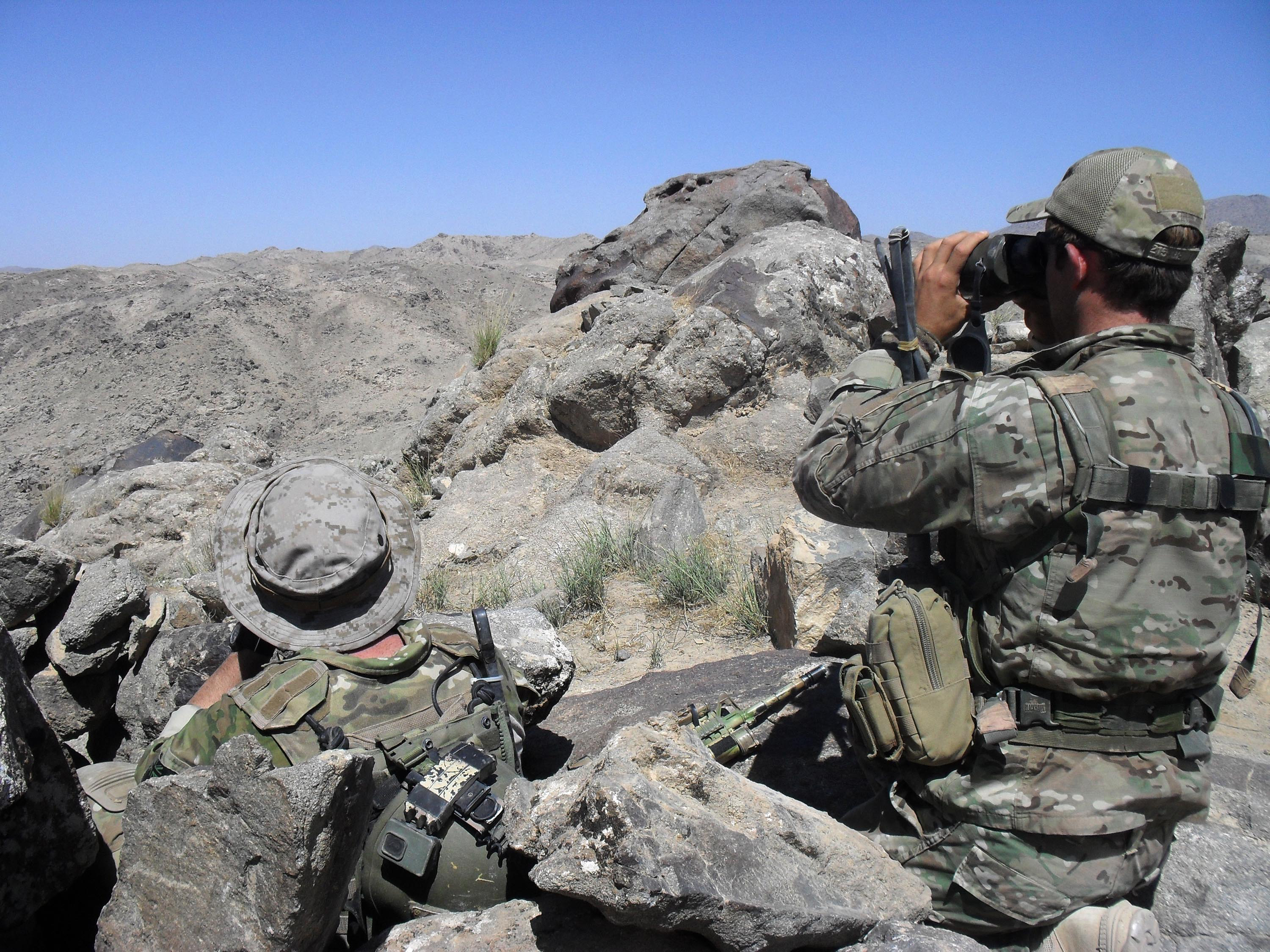
جنديان أستراليان خلال هجوم شاه والي كوت في أفغانستان

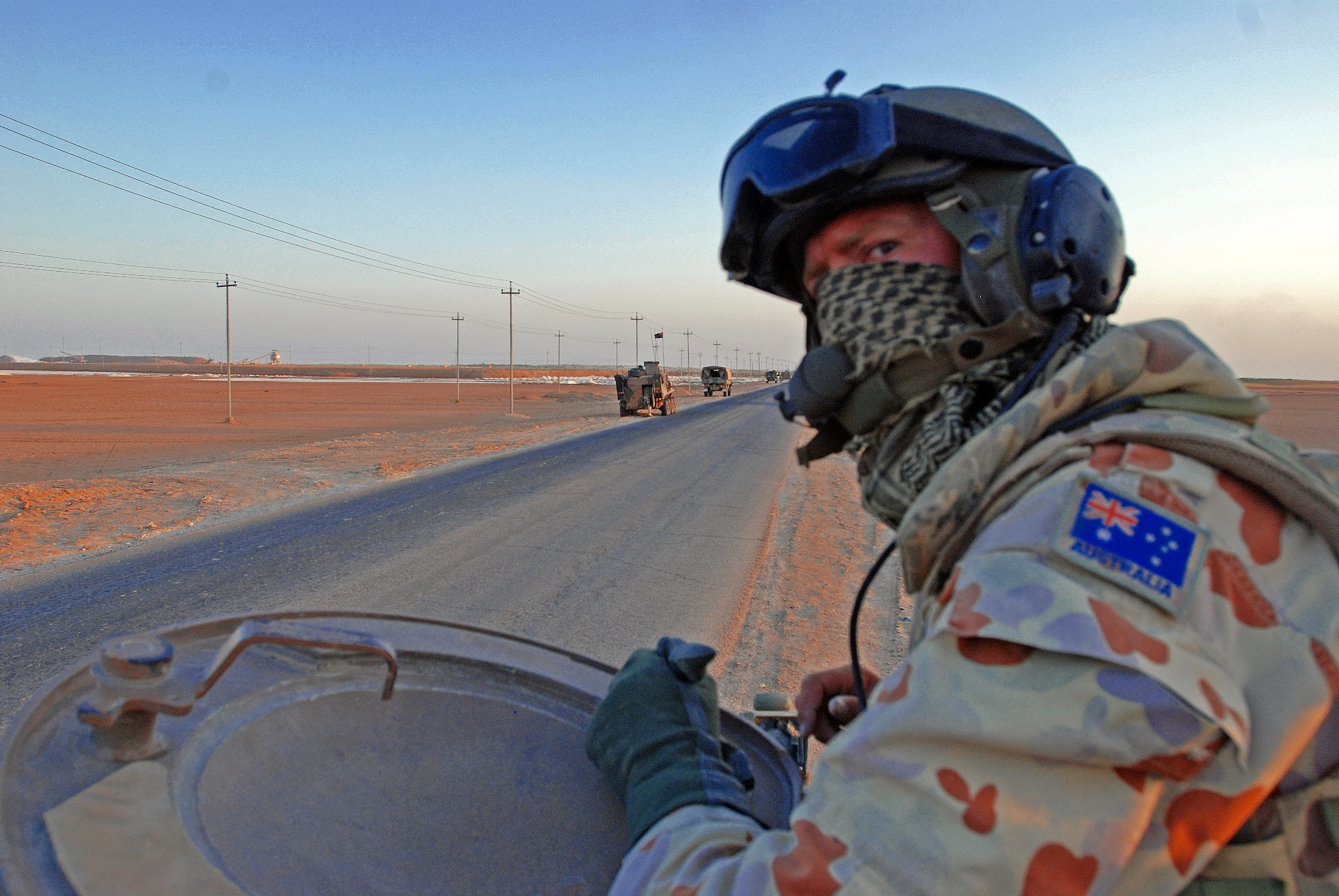
كشافٌ تابعٌ لوحدة الفرسان الأسترالية عام 2007 في العراق

### التاريخ الحديث
بدأ أكبر انتشارٍ لقوات حفظ السلام في أستراليا عام 1999 في تيمور الشرقية وشاركَ فيهِ الجيش الأسترالي، كما كان ولا زالَ حاضرًا في عمليات حفظ سلامٍ أخرى لا زالت جاريَة بما في ذلك عمليّة حفظ السلام في بوغانفيل، وفي سيناء وكذا في جزر سليمان. قدَّمَ الجيشُ الأسترالي الإغاثة الإنسانية بعد زلزال المحيط الهندي عام 2004 في مقاطعة أتشيه بإندونيسيا، فيما انتهى من عملية مساعدة سومطرة في الرابع والعشرين من آذار/مارس 2005.
نشرَ الجيشُ الأسترالي بين نيسان/أبريل 2015 وحزيران/يونيو 2020 ما عددهُ 300 جنديًا في العراق تحت اسمِ فرقة التاجي (بالإنجليزية: Group Taji)‏ كجزءٍ من عمليّة أوكرا. دعمًا لمهمة مساعدة الجيش العراقي على النهوضِ من جديدٍ، كان الدورُ الرئيسي لمجموعة التاجي هو توفير التدريب للقوات العراقية حيث عملت القوات الأسترالية على ذلك إلى جانب نظيرتها النيوزيلنديّة.

## التنظيم

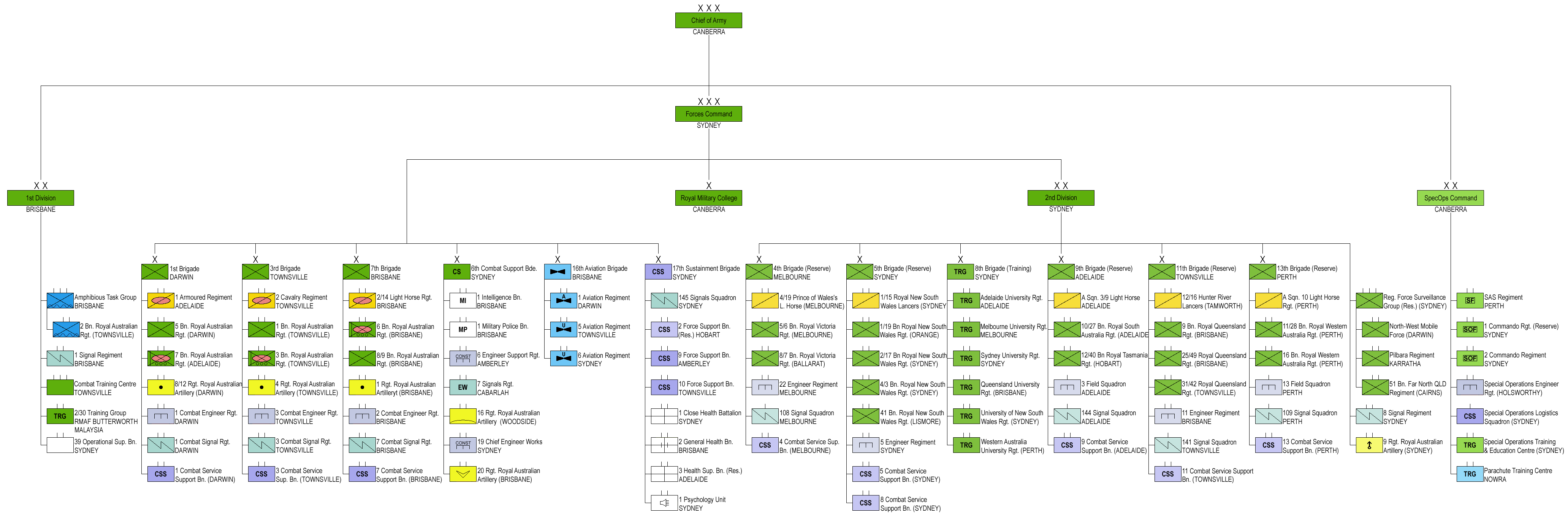
هيكل الجيش الأسترالي عام 2019

يتكوّن الجيش الأسترالي بشكلٍ أساسيّ من فرقتين: الفرقة الأولى وهي الفرقة القابلة للنشر في أماكن مختلفة عند الحاجة ثمّ الفرقة الثانيّة التي تُعتبر فرقة دفاعيّة أكثر من كونها هجومية وتُوكل لها مهمّة حماية الأراضي الأستراليّة. تتكوّن الأخيرة أيضًا من وحداتٍ احتياطيّة تُستدعى عند الضرورة. جديرٌ بالذكرِ هنا أنَّ الجيش الأسترالي لم ينشر تشكيلًا بحجم فرقة منذ عام 1945 ولا يتوقّعُ القيام بذلك في المستقبل.

### الفرقة الأولى
تقوم الفرقة الأولى بتنفيذ أنشطة تدريبية عالية المستوى ويتمُّ نشرها لقيادة العمليات البرية واسعة النطاق. لديها عددٌ قليلٌ من الوحدات القتالية المخصصة للقتال بشكل دائم، إلا أن هذه الفرقة تضمُّ حاليًا الكتيبة الثانية والفوج الملكي الأسترالي كجزءٍ من مجموعة المهام البرمائية.

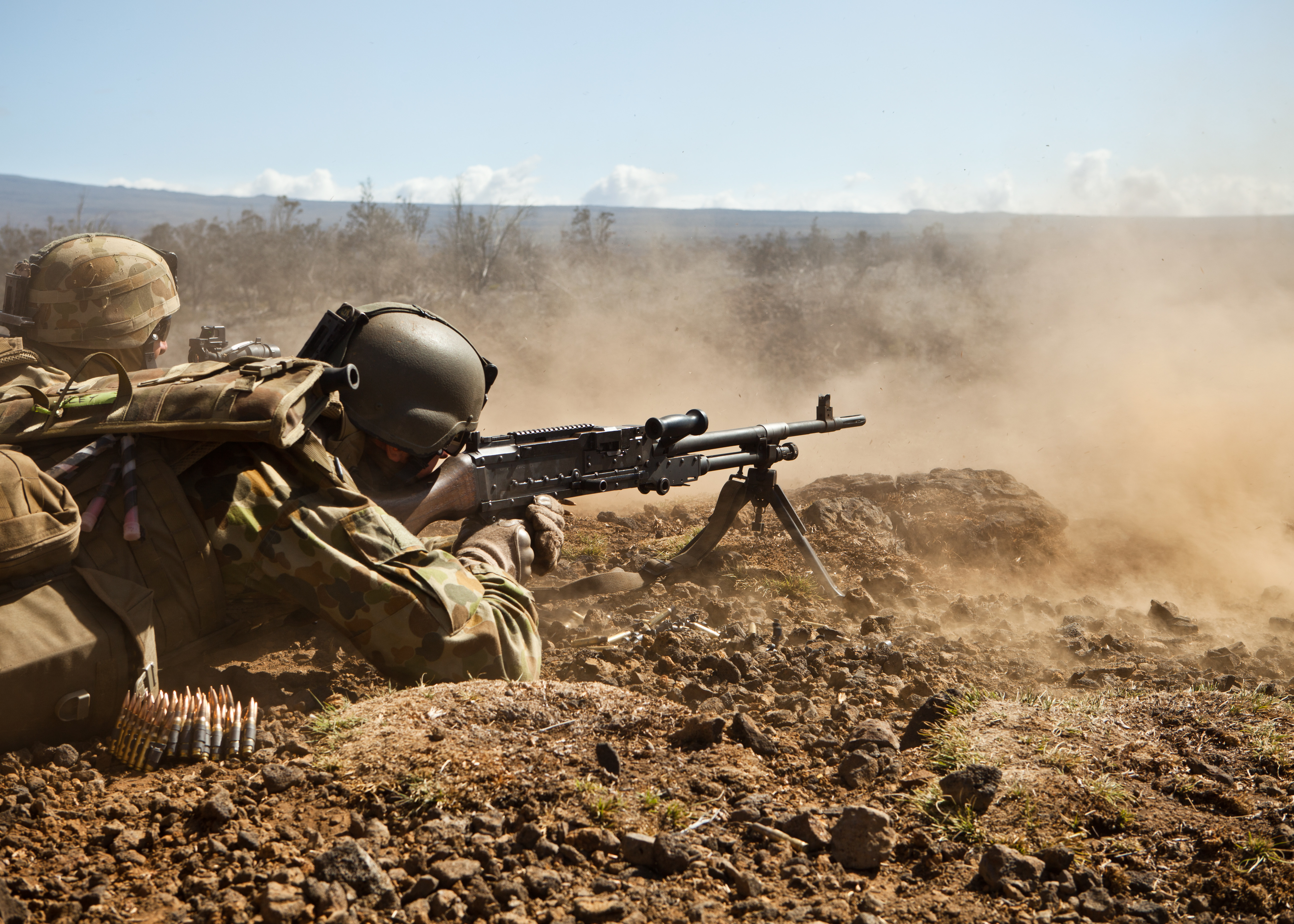
تدريب جندي أسترالي على مدفع رشاش في هاواي عام 2012

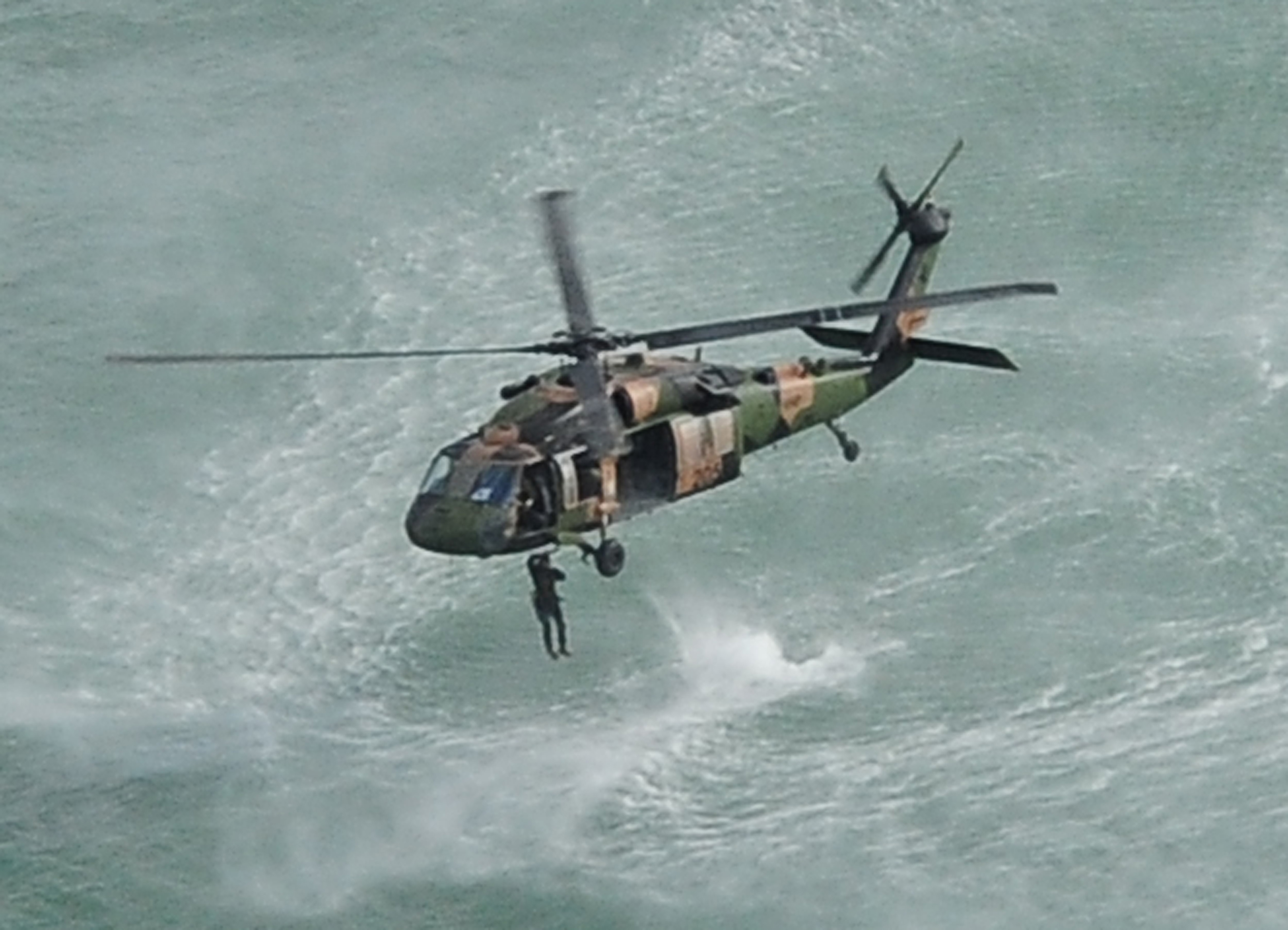
جندي أسترالي من فوج الكوماندوز الأول يقفزُ من بلاك هوك

### الفرقة الثانية
تترتكزُ مهام الفرقة الثانيّة في جميع الأصول غير التابعة للقوات الخاصة للجيش الأسترالي. الفرقة الثانية ليست قيادة عملياتية ولا يُمكن نشرها، لكنها تتألف من:
- اللواء الأول: لواء قتالي متعدد الأدوار ويتخذُ من داروين وأديلايد مقرًا له.
- اللواء الثالث: لواء قتالي متعدد الأدوار يتخذُ من تاونسفيل مقرًا له.
- اللواء السادس: لواء مختلط يتخذ من سيدني مقرًا له.
- اللواء السابع: لواء قتالي متعدد الأدوار يتخذُ من بريسبان مقرًا له.
- الواء السادس عشر طيران: لواء طيران يتخذُ من إنوجيرا في بريزبين مقرًا له.
- اللواء السابع عشر: لواء لوجستي مقره في سيدني.
  - اللواء الرابع: لواء احتياطي يتخذُ من فيكتوريا مقرًا له.
  - اللواء الخامس: هو أيضًا لواء احتياطي يتحذُ من نيو ساوث ويلز مقرًا له.
  - اللواء الثامن: لواء تدريب مع وحدات حول أستراليا
  - اللواء التاسع: ينشطُ هذا اللواء الاحتياطي في جنوب أستراليا وتسمانيا.
  - اللواء الحادي عشر: ينشطُ هذا اللواء في كوينزلاند.
  - اللواء الثالث عشر: ينشطُ هذا اللواء  غرب أستراليا.

بالإضافة إلى ذلك، تملكُ الفرقة الثانيّة منشآت التدريب التالية:
- مركز تدريب وتجنيدٍ للجيش في كابوكا نيو ساوث ويلز
- الكلية العسكرية الملكية في إقليم العاصمة الأسترالية
- مركز التدريب على الأسلحة المشتركة في بوكابونيال بولاية فيكتوريا
- مركز التدريب اللوجستي للجيش في بونجيلا
- مركز تدريب طيران الجيش في أوكي بكوينزلاند

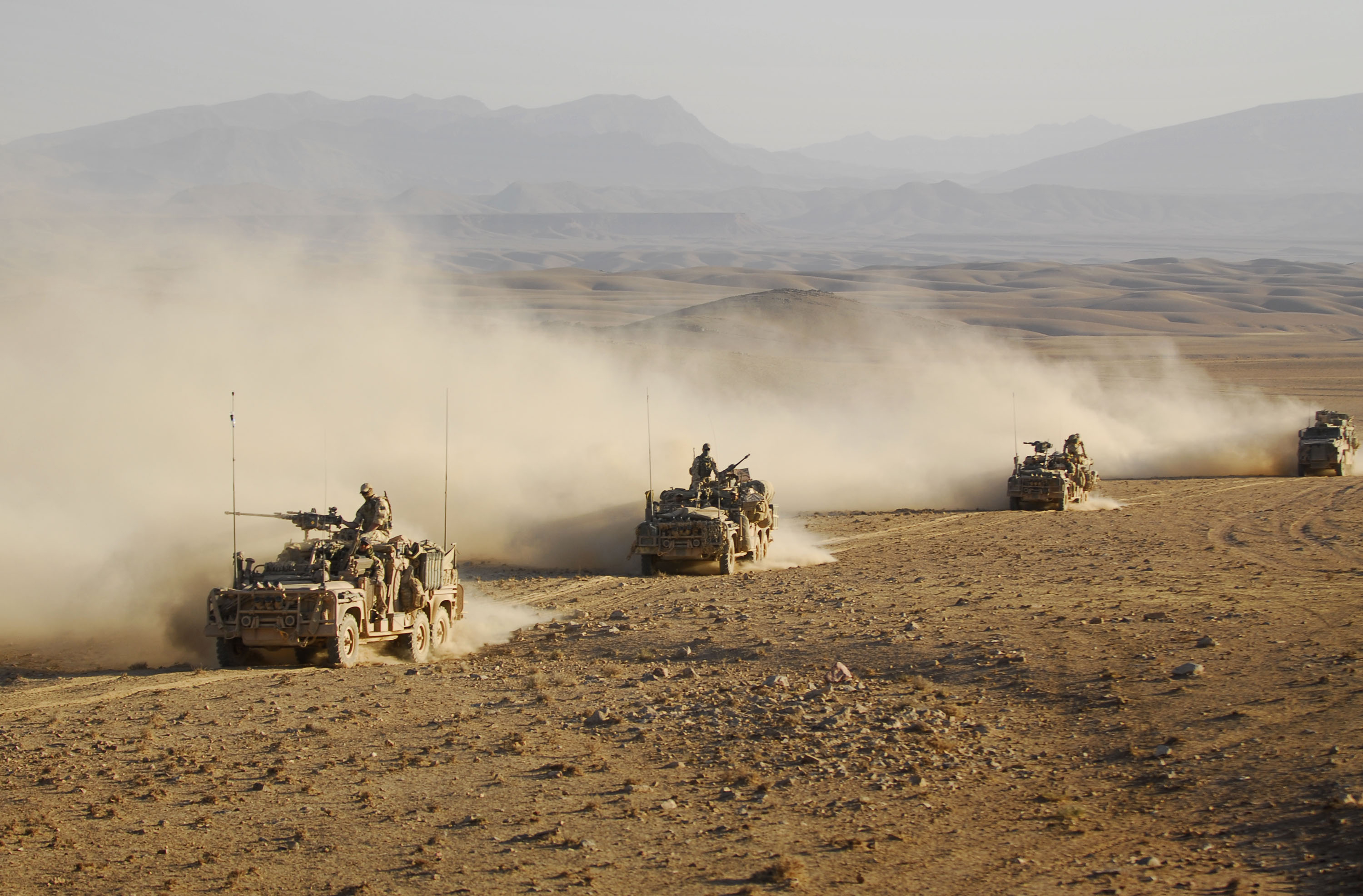
القوات الأسترالية الخاصة في أفغانستان عام 2009

### القوات الخاصة
يرتكزُ دور القوات الخاصة على الأعمال السرية أو الاستخباراتيّة التي تنفذها هي نيابةً عن الجيش الأسترالي الذي تشكّله إلى جانب باقي التشكيلات العسكريّة.

## الألوان والرايات
تحملُ وحدة المشاة وبعض الوحدات القتالية الأخرى في الجيش الأسترالي أعلامًا تُسمَّى لون الملكة (بالإنجليزية: the Queen's Colour)‏ ولون الفوج (بالإنجليزية: Regimental Colour)‏ وتُعرف بشكلٍ عامٍ باسمِ الألوان (بالإنجليزية: the Colours)‏. تحملُ الوحدات المدرعة أعلامًا صغيرة تُحمل عادةً من قِبل وحدات الفرسان. يُعتبر الفوج المدرع الأول هو الوحدة الوحيدة في الجيش الأسترالي الذي يحملُ رايةً وذلك وفقًا لتقليد الوحدات المدرعة الثقيلة. لا تحملُ الوحدات غير القتالية أيّ ألوانٍ على اعتبارِ أن الألوان هي أعلام المعارك وبالتالي فهي متاحة فقط للوحدات القتالية، لكنها تحملُ لافتات بديلًا لذلك. تُمنح الوحدات القتاليّة تكريمًا حين خوضها لمعركةٍ ما أو سلسلة معارك عبر نقشِ ألوانٍ معيّنةٍ على زيّها، باستثناء فوج المدفعيّة الذي يحصلُ على تكريم مكتوب عليه عبارة Ubique والتي تعني «في كلّ مكان».
يُعتبر الجيش الوصيّ الأول على العلم الوطني على عكس القوات الجوية الملكية الأسترالية التي ليس لديها علمٌ أو ألوان. يحملُ الجيش لافتة تُعرف باسم راية الجيش (بالإنجليزية: The army banner)‏}. قدم الحاكم العام السير ويليام دين للجيش في الذكرى المئوية للجيش راية جديدة خلال عرضٍ أمام النصب التذكاري للحرب الأسترالية في العاشر من آذار/مارس 2001، وقد قُدّمت الراية أولًا إلى ضابطِ الصف بيتر روزموند.
تحملُ راية الجيش شعار النبالة الأسترالي على الوجه، مع تاريخ 1901-2001 بالذهب في المستوى العلوية. يحمل الوجه الخلفي شارة الشمس المشرقة للجيش الأسترالي، وتحيطُ به سبع جوائز تكريمية على لفائف صغيرة ذات حواف ذهبية ترمزُ إلى: حرب البوير الثانية، الحرب العالمية الأولى، الحرب العالمية الثانية، الحرب الكورية، الطوارئ المالايوية، حرب فيتنام ثمّ عمليات حفظ السلام. زُيّنت تلك الراية بأهداب ذهبية ولها حبال وشرابات من الذهب وهي مثبتةٌ على رمحٍ مع التاج البريطاني المعتاد.

## التجهيز

### القوة
اعتبارًا من حزيران/يونيو 2018، بلغ عدد أفراد الجيش الأسترالي 47,338 فردًا: 29,994 جندي نظامي (في الخدمة) و17,346 جندي احتياطي نشط نوعًا ما (بدوام جزئي). بالإضافة إلى ذلك يضمُّ الفرع الاحتياطي 12,496 جنديًا غير نشط (حسب إحصائيات تعودُ لعام 2009). شكّلت النساء اعتبارًا من عام 2018 ما نسبتهُ 14.3% من الجيش، ويسيرُ الجيش الأسترالي على الطريق الصحيح للوصول إلى هدفه الحالي المتمثل في 15% من النساء في صفوف الجيش بحلول عام 2023، وقد زاد عدد النساء في الجيش الأسترالي بشكل كبير منذ عام 2011 (10%) مع الإعلان عن السماح للنساء بالخدمة في الخطوط الأمامية بحلول عام 2016.

### الرتبة والشارة
ترتكزُ رتب الجيش الأسترالي على رتب الجيش البريطاني، ويحملُ الجنود الأستراليون في الغالبِ نفس الشارة التي يحملها الجنود البريطانيون. بالنسبة للضباط فإن الرتب متطابقة باستثناء لقب الكتف في أستراليا، ونفس الأمر ينطلقُ على رتب ضباط الصف وكذا رتبة المساعدين.

### الزي الرسمي
يُمكن تقسيم زي الجيش الأسترالي إلى تسع فئات، مع وجود تغييرات طفيفة بين الزي الاحتفالي وزيّ الخدمة العامة وزي المعركة. تُعتبر قبعة سلوش (بالإنجليزية: Slouch Hat)‏ قبعة الخدمة العادية والواجبات العامة، بينما هناك ما يُعرف بقبعة الميدان (بالإنجليزية: Field Hat)‏ المخصصة للاستخدام خلال المعارك أو الحروب.

## المعدات

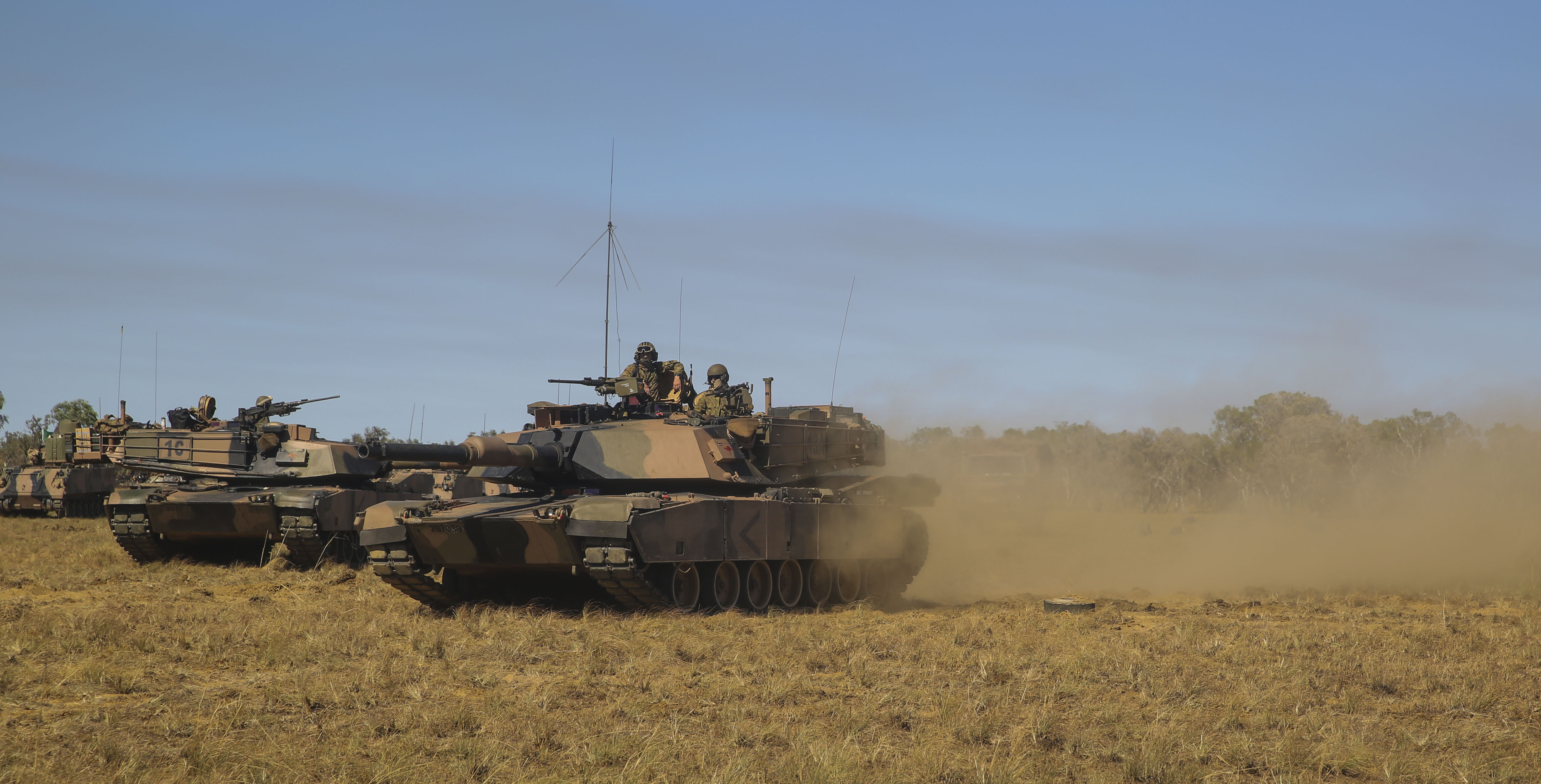
دبابة إم1 أبرامز وهي دبابة القتال الرئيسية التي يستخدمها الجيش الأسترالي

### الأسلحة النارية والمدفعية
| الأسلحة الصغيرة | شتاير أوج ( بندقية الخدمة)، إف 89 مينيمي (سلاح دعم)، براوينغ هاي باور (سلاح شخصي)، إف إن ماج ( رشاش متعدد الأغراض)، إس آر-25 وإس آر-98 (بندقية قنص)، إم كيه 48 ماكسيمي (بندقية). |
| القوات الخاصة   | بندقية إم-4 القصيرة، إس آر-25، إف 89 مينيمي، إم بي 5، إس آر 98، و إم كيه 48، باريت إم82 وام كيه 14                                                                               |
| سلاح المدفعية   | إل 118/إل 119 (سلاح احتياطي)، ام 198 هاوتزر عيار 155 مم (سلاح احتياطي)، هاوتزر عيار 155 مم xm777، صواريخ أرض-جو آر بي سي-70 .                                                    |

### الطائرات
| بوينغ سي إتش -47 شينوك      | مروحية نقل             | CH-47F                     | 10 | فقد الجيش الأسترالي طائرة من طراز CH-47D في أفغانستان في الثلاثين من أيّار/مايو 2011. يتكوّن الأسطول الأولي من ستّ طائرات، وطلب الجيش طائرتين إضافيتين من طراز CH-47D في كانون الأول/ديسمبر 2011 كبديلٍ لبعض الطائرات التي تآكلت ولتعزيز قدرات الرفع الثقيل حتى تسليم سبعة من طراز CH-47Fs وهي التي حلَّت محل CH-47Ds. تسلَّم الجيشُ هذه الطائرات السبعة في آب/أغسطس 2015، كما وافقت وزارة الخارجية الأمريكية على البيع المحتمل لثلاث طائرات من طراز CH-47F منذُ كانون الأول/ديسمبر 2015. |
| يوروكوبتر إي سي 135         | طائرة هليكوبتر للتدريب | EC135T2 +                  | 15 | اكتمل تسليم 15 طائرة من هذا النوع في الثاني والعشرين من تشرين الثاني/نوفمبر 2016. |
| يوروكوبتر تايغر             | طائرة مروحية هجومية    | Tiger ARH                  | 22 | اكتمل تسليم هذا النوع من الطائرات في أوائل تمّوز/يوليو 2011، واكتملَ تشغيل كل هذه الطائرات في الرابع عشر من نيسان/أبريل 2016. |
| سيكورسكي يو إتش-60 بلاك هوك | هليكوبتر               | S-70A-9                    | 20 | استُبدل هذا النوع من الطائرات بطائرات أخرى من نفس النوع لكن من طراز MRH 90 عام 2017 لأدوار المرافق والنقل. ظلَّت 20 طائرة في الخدمة التشغيلية للقوات الخاصة حتى نهاية عام 2021 وذلك بسبب مشاكل مع الطائرات من طراز MRH 90. |
| إن إتش-90                   | هليكوبتر فائدة         | TTH: مروحية النقل التكتيكي | 47 | هناك 47 طائرة من هذا النوع في الخدمة (بما في ذلك ستُّ طائراتٍ مخصّصة للبحرية الملكية الأسترالية) |

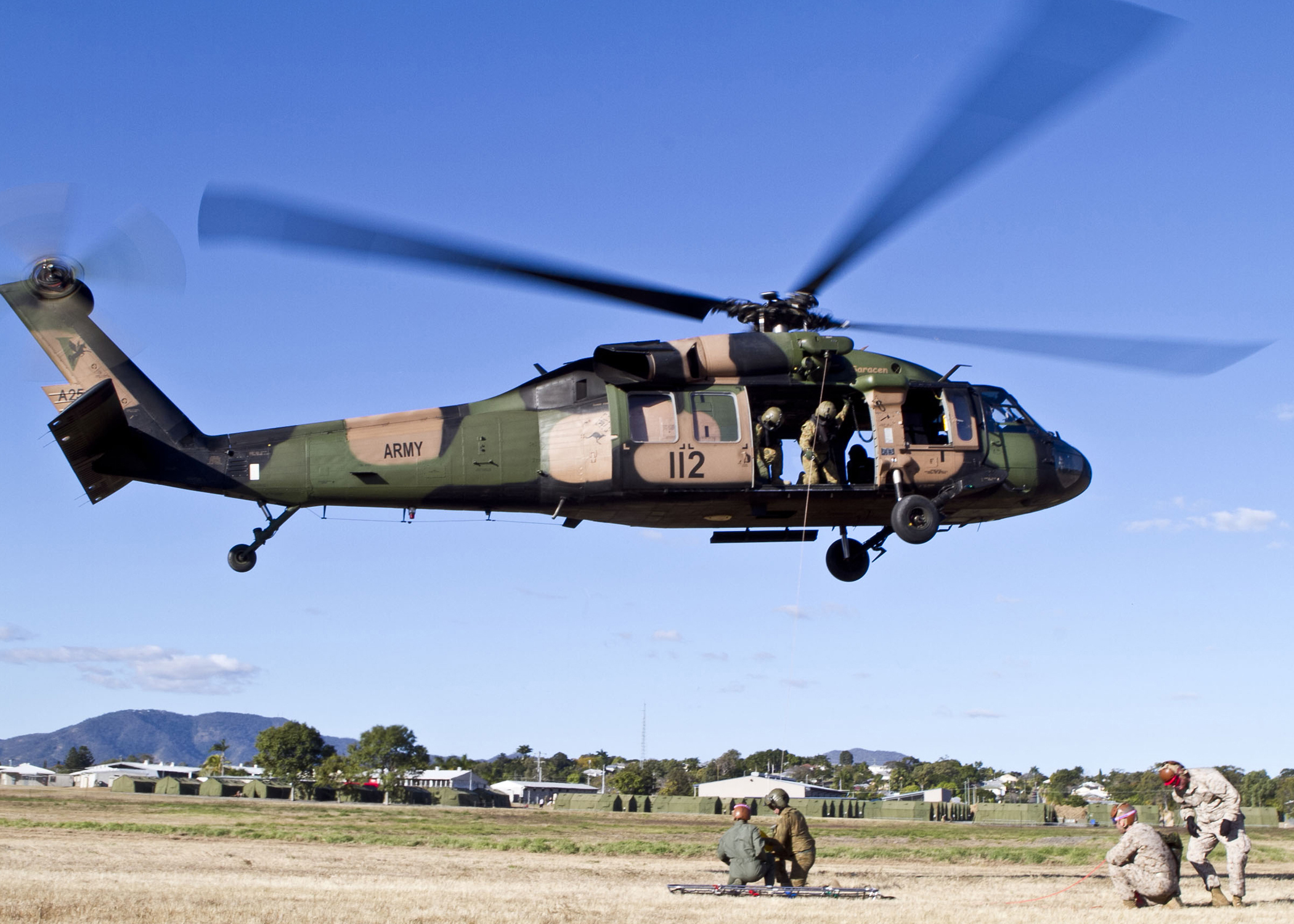
طائرة سيكورسكي إس-70 بلاك هوك المملوكة للجيشِ الأسترالي
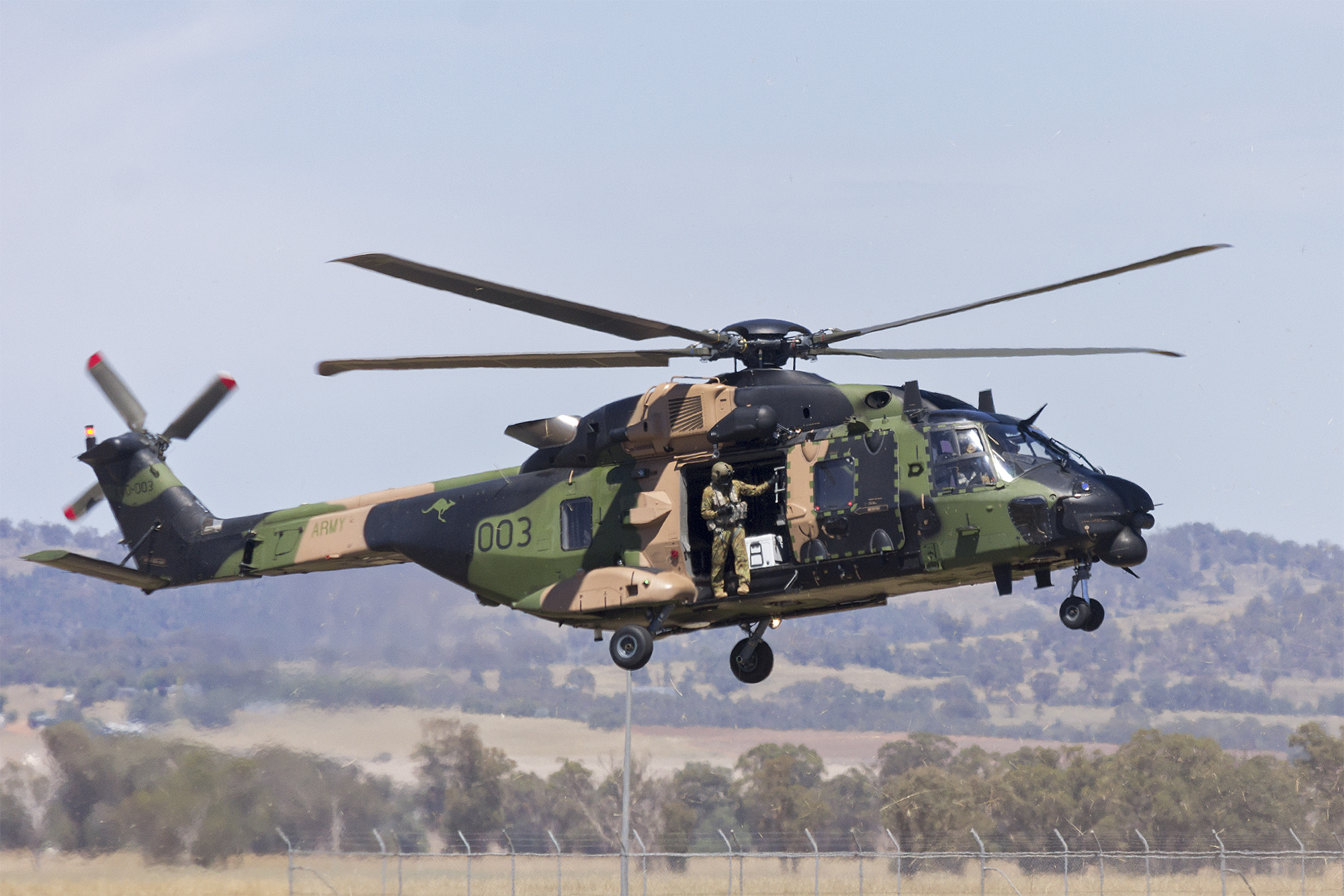
طائرة إم آر إتش-90 المملوكة للجيشِ الأسترالي
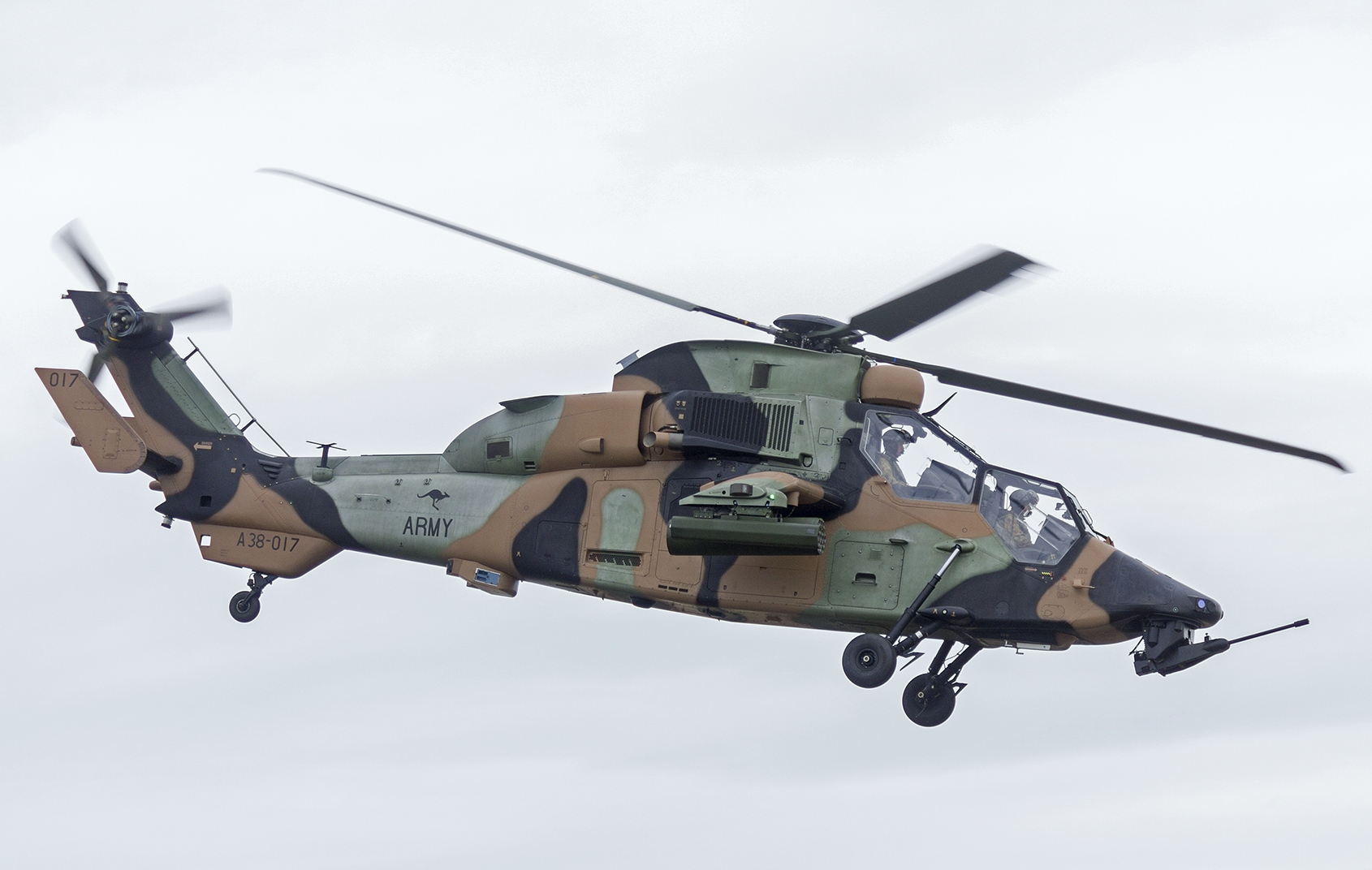
طائرة آي آر إتش المملوكة للجيش الأسترالي

## القواعد
يقع مقر عمليات الجيش في ثكنة فيكتوريا في سيدني، في حين تتمركز الألوية العادية الثلاثة التابعة للجيش الأسترالي في ثكنة روبرتسون بالقرب من داروين، وهناك ثكناتُ لافاراك في تاونسفيل، ثمّ جاليبولي باراكس في بريزبين. يقع مقر القوة المشتركة القابلة للنشر أيضًا في ثكنات جاليبولي. تشمل قواعد الجيش المهمة الأخرى مركز طيران الجيش بالقرب من أوكاي و كونيز آيلند و هولسورثي باراكس بالقرب من سيدني و لون بين باراكس في سينغيلتون ووود سايد باراكس بالقرب من أديلايد جنوب أستراليا. يوجدُ في بوكابونيال شمال ملبورن مركز تدريب الأسلحة المشتركة للجيش الأسترالي، مركز الحروب على الأرض وثلاثة من مدارس الأسلحة القتالية الرئيسية الخمسة. تشمل الثكنات الأخرى ستيل باراكس في سيدني وكيسويك باراكس في أديلايد وإروين باراكس في كاراكاتا في بيرث، وتُوجد العشرات من مستودعات الأسلحة الاحتياطيّة التابعة للجيش الأسترالي في جميع أنحاء أستراليا.

## مجلة الجيش الأسترالي
ينشر الجيش الأسترالي منذ حزيران/يونيو 1948 مجلته الخاصة بعنوان مجلة الجيش الأسترالي (بالإنجليزية: Australian Army Journal)‏. أول محررٍ للمجلة هو العقيد يوستاس كيوغ. كان القصدُ من هذه المجلّة في البداية هو لعب نفس الدور الذي لعبته مذكرات تدريب الجيش (بالإنجليزية: the Army Training Memoranda)‏ خلال الحرب العالمية الثانية على الرغم من أن تركيزها وغرضها وشكلها قد تغير بمرور الوقت. تُغطّي المجلة مجموعة واسعة من الموضوعات بما في ذلك المقالات ومراجعات الكتب والافتتاحيات مع نشرِ مشاركاتٍ من أعضاء يخدمون بالجيش بالإضافة إلى مؤلفين محترفين، أما الهدف المُعلَن للمجلة فهو توفير منتدى أساسي للخطاب المهني للجيش، وتسهيل النقاش ورفع الجودة والصرامة الفكرية لهذا النقاش من خلال الالتزام بمعيار الجودة المطلوبة. توقفت المجلة عام 1976 مع بدء نشر مجلة قوة الدفاع (بالإنجليزية: Defense Force Journal)‏} لكنّ مجلة الجيش الأسترالي عادت مرة أخرى عام 1999 ومنذ ذلك الحين والمجلة تُنشر على أساس ربع سنوي.